# Illa Dougherty

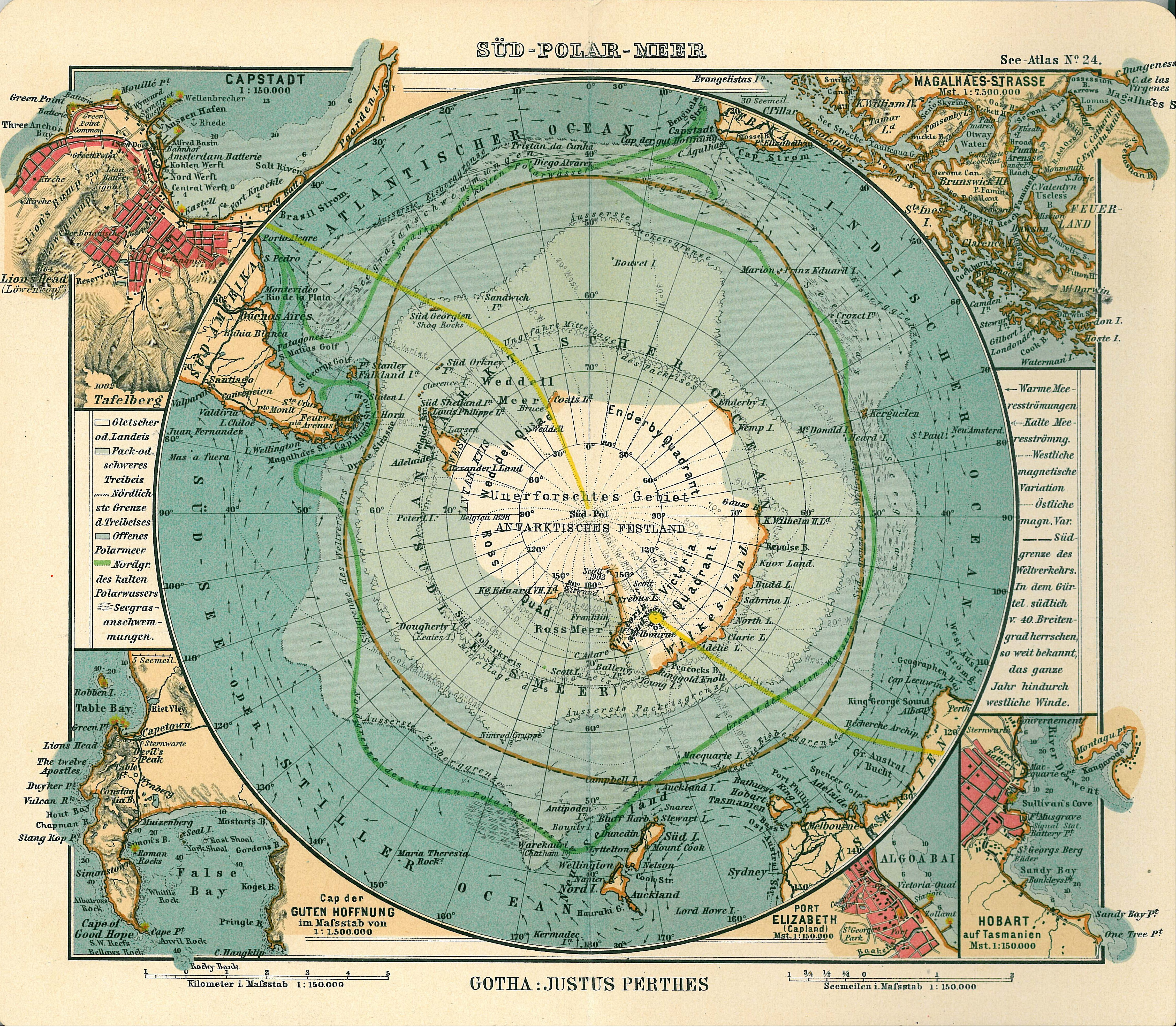
Mapa alemany de 1906 que mostra l'illa Dougherty (a uns 60°S, 120°W)

Dougherty és el nom d'una illa fantasma que es creia que estava situada entre l'oceà Pacífic i l'oceà Antàrtic, aproximadament a mig camí entre Cape Horn i Nova Zelanda. Rep el nom del Capità Dougherty del vaixell balener anglès James Stewart, que l'any 1841 va informar del «descobriment» d'aquesta illa amb uns nou quilometres de llargada i coberta de neu, que seria situada a59° 20′ S, 120° 20′ O / 59.333°S,120.333°O. El descobriment de Dougherty va ser confirmat pel capità Keates del vaixell Louise l'any 1860, i li va donar les coordenades de 59° 20′ S, 120° 18′ O / 59.333°S,120.300°O, i pel capità Stannard del Cingalese l'any 1886, amb les coordenades de 59° 21′ S, 119° 7′ O / 59.350°S,119.117°O.
Tanmateix, les exploracions de la resta del segle xix i x van establir que aquesta illa no existia. El capità John King Davis del vaixell Nimrod va suggerir que probablement Dougherty, Keates, i Stannard van ser enganyats per bancs de boira o icebergs